# Ditrichophora valens
Ditrichophora valens är en tvåvingeart som beskrevs av Cresson 1942. Ditrichophora valens ingår i släktet Ditrichophora och familjen vattenflugor. Inga underarter finns listade i Catalogue of Life.